# Anders von Hyltéen
Anders von Hyltéen, före adlandet Hyltén, född 1669 i Stockholm, död i januari eller november 1721, var en svensk ämbetsman. Han var bror till Samuel von Hyltéen.

## Biografi
von Hyltéen var son till assessorn Lars Andersson Hyltén och dennes hustru Anna Hammarin. Efter studier blev han notarie i Svea hovrätt 1691 och utnämndes 1693 till riddarhusfiskal. Han blev 1704 vice lagman och samma år sekreterae för Stockholms stad. 1705 utsågs von Hyltéen till borgmästare i Stockholm och samma år blev han ordförande i justitiekollegium. Som sådan var han borgarståndets talman vid utskottsmötet 1710, och vid riksdagen 1713–1714 och riksdagen 1719. Han förordade vid riksdagarna 1713–1714 fredsavtal och allians med England, Frankrike och Österrike.
Han adlades 1714 med namnet von Hyltéen, men blev trots detta kvar som borgarståndets talman under riksdagen 1719. 1719 satt han även med i den domstol som dömde Görtz till döden. Hans avsättande på posten som borgarståndets talman lär ha hört ihop med att han förordat valet av prins Fredrik till svensk tronarvinge. De övriga borgarriksdagsmännen lär ha blivit så uppretade att de hotat kasta sin ordförande ut genom fönstret.